# Walter Andrews
Walter Emanuel "Walt" Andrews (8 de fevereiro de 1881 — abril de 1954) foi um ciclista canadense que competia em provas de pista. É natural dos Estados Unidos.
Competiu nos Jogos Olímpicos de 1908 em Londres, onde conquistou uma medalha de bronze, juntamente com William Anderson, Frederick McCarthy e William Morton, na prova de perseguição por equipes. Também participou na prova dos 5000 m e dos 20 km, sendo eliminado na primeira corrida. Nos 660 jardas foi eliminado nas semi-finais depois de ter passado a fase preliminar ao vencer sua série, e nos 100 km terminou em uma honrosa sexta posição.